# Леандро Аугусто
Леандро Аугусто Олдоні Стачельський (порт.-браз. Leandro Augusto Oldoni Stachelski / ісп. Leandro Augusto Oldoni Stachelski / пол. Leandro Augusto Oldoni Stachelski; нар. 18 серпня 1977, Каскавель, Парана, Бразилія) — бразильський футболіст польського походження, півзахисник. Народився в Бразилії, але на міжнародному рівні представляв Мексику.

## Клубна кар'єра
Футбольну кар'єру розпочав 1995 року в клубі «Крісіума». З 1999 по 2000 рік виступав на батьківщині за «Інтернасьйонал», «Ботафого» та «Санта-Круж». Влітку 2000 року виїхав до Мексики.
Сезон 2000/01 років провів у «Леоні». У 2001 році перебрався до УНАМа, де провів 10 років. Разом з командою чотири рази ставав чемпіоном Мексики: у Клаусурі 2004, Апертурі 2004, Клаусурі 2009 та Клаусурі 2011.
Починаючи з сезону 2011/12 років виступав за клуб «Тіхуана», який нещодавно вийшов до мексиканської Прімери, з яким він виграв свій п'ятий титул чемпіона Мексики в Апертурі 2012. Наприкінці кар'єри виступав за «Пуеблу» та УНАМ.
Завершив кар’єру наприкінці 2014 року, але вже з травня 2014 року увійшов до тренерського штабу основного складу, де працював асистентом головного тренера до літа 2018 року. Потім був призначений спортивним директором. Залишив займану посаду 3 травня 2019 року.

## Кар'єра в збірній
Згодом отримав мексиканське громадянство. 31 липня 2008 року отримав свій перший виклик до національної збірної Мексики. У футболці збірної дебютував 20 серпня 2008 року в поєдинку кваліфікації чемпіонату світу 2010 проти Гондурасу. 11 березня 2009 року відзначився своїм єдиним голом у складі триколірних у переможному (5:1) товариському матчі проти збірної Болівії. Востаннє футболку збірної Мексики одягав 1 квітня 2009 року в програному (1:3) поєдинку кваліфікації чемпіонату світу проти Гондурасу. Загалом за національну команду провів 6 матчів та відзначився одним голом.

## Статистика виступів

### Клубна
Станом на 1 квітня 2009.
| Матчі за збірну | Матчі за збірну | Матчі за збірну                                              | Матчі за збірну | Матчі за збірну | Матчі за збірну                    | Матчі за збірну |
| #               | Дата            | Місце                                                        | Суперник        | Результат       | Змагання                           |                 |
| --------------- | --------------- | ------------------------------------------------------------ | --------------- | --------------- | ---------------------------------- | --------------- |
| 1.              | 20 серпня 2008  | Ацтека, Мехіко, Мексика                                      | Гондурас        | 2–1             | кваліфікація чемпіонату світу 2010 |                 |
| 2.              | 28 січня 2009   | Окленд-Колізіум, Окленд, США                                 | Швеція          | 0–1             | Товариський матч                   |                 |
| 3.              | 11 лютого 2009  | Коламбус Крю, Коламбус, США                                  | США             | 0–2             | кваліфікація чемпіонату світу 2010 |                 |
| 4.              | 11 березня 2009 | Дікс Спортінг Гудс Парк, Коммерс-Сіті, США                   | Болівія         | 5–1             | Товариський матч                   |                 |
| 5.              | 28 березня 2009 | Ацтека, Мехіко, Мексика                                      | Коста-Рика      | 2–0             | кваліфікація чемпіонату світу 2010 |                 |
| 6.              | 1 квітня 2009   | Олімпійський стадіон Метрополітано, Сан-Педро-Сула, Гондурас | Гондурас        | 1–3             | кваліфікація чемпіонату світу 2010 |                 |

## Досягнення
УНАМ
- Прімера Дивізіон
  -  Чемпіон (4): Клаусура 2004, Апертура 2004, Клаусура 2009, Клаусура 2011

- Кубок Сантьяго Бернабеу
  -  Володар (1): 2004

«Тіхуана»
- Ліга MX
  -  Чемпіон (1): Апертура 2014

Індивідуальні
- Найкращий опорний півзахисник Прімера Дивізіону Мексики (1): Апертура 2007